# Podfukáři
Podfukáři (v anglickém originále Hustle) je britský dramaticko-komediální seriál z produkce Kudos Film & Television vyráběný pro stanici BBC One od 2004 do 2012 (8 řad po 6 dílech). Děj seriálu pojednává o skupině podvodníků z Londýna, specializovaných na promyšlené a propracované podvody.

## Informace
Seriál, který vytvořil Tony Jordan (napsal většinu scénářů), popisuje skupinku podfukářů, žijící v Londýně, kteří se pokoušejí napálit své oběti k získání peněz. Nebezpečně šaramantní, vtipná a profesionální partička podvodníků vás v každém díle britského seriálu vždy znovu překvapí.
V každém dílu je hlavním úkolem jeden velký podfuk. K velkému podfuku v každém dílu je plno menších podfuků. Tyto podfuky ukazují zdánlivě nekonečný počet možných podfuků.
Prvních 12 dílů (první dvě řady) bylo vysíláno na programu ČT 1 v roce 2006. V roce 2007 odvysílala Česká televize třetí řadu a v roce 2012 i zbylé řady 4 - 8.
V letech 2011 - 2012 odvysílaly prvních 6 řad také stanice AXN a AXN Crime. Pro toto uvedení vznikl nový dabing s rozdílným hereckým obsazením.
Na základě tohoto seriálu vznikl také dokumentární seriál, The Real Hustle (Opravdoví podfukáři), ve kterém Paul Wilson, Jessica-Jane Clement a Alexis Conran cestují po Velké Británii a předvádějí různé podfuky na lidech, s použitím skrytých kamer. Ve Velké Británii se vysílá na stanici BBC Three.

## Obsazení

### Hlavní role
- Michael "Mickey Bricks" Stone - Adrian Lester (1. - 3., 5. - 8. řada)
- Ash "Three Socks" Morgan - Robert Glenister (1. - 8. řada)
- Sean Kennedy - Matt Di Angelo (5. - 8. řada)
- Emma Kennedy - Kelly Adams (5. - 8. řada)
- Albert Stroller - Robert Vaughn (1. - 8. řada)
- Eddie - Rob Jarvis (1. - 8. řada)
- Danny Blue - Marc Warren (1. - 4., 8. řada)
- Stacie Monroe - Jaime Murray (1. - 4., 8. řada)
- Billy Bond - Ashley Walters (4. řada)

## Seznam dílů
| Řada | Díly | Premiéra v VB   | Premiéra v VB   | Premiéra v ČR      | Premiéra v ČR      |
| Řada | Díly | První díl       | Poslední díl    | První díl          | Poslední díl       |
| ---- | ---- | --------------- | --------------- | ------------------ | ------------------ |
| 1    | 6    | 24. února 2004  | 30. března 2004 | 31. srpna 2006     | 5. října 2006      |
| 2    | 6    | 29. března 2005 | 3. května 2005  | 12. října 2006     | 23. listopadu 2006 |
| 3    | 6    | 10. března 2006 | 14. dubna 2006  | 9. července 2007   | 15. srpna 2007     |
| 4    | 6    | 3. května 2007  | 7. června 2007  | 8. listopadu 2011  | 24. listopadu 2011 |
| 5    | 6    | 8. ledna 2009   | 12. února 2009  | 29. listopadu 2011 | 15. prosince 2011  |
| 6    | 6    | 4. ledna 2010   | 8. února 2010   | 20. prosince 2011  | 5. ledna 2012      |
| 7    | 6    | 7. ledna 2011   | 18. února 2011  | 20. září 2012      | 25. října 2012     |
| 8    | 6    | 13. ledna 2012  | 17. února 2012  | 1. listopadu 2012  | 6. prosince 2012   |

## Zajímavosti
- Jediná osoba, která pracuje jak na Podfukářích (Hustle), tak i na Opravdových podfukářích (The Real Hustle), je James Freedman - expert na podfuky.
- Clive Owen nepřijal roli Mickeyho Brickse.
- Podfuk použitý v 6. dílu 1. řady je ten samý podfuk, který byl ve filmu Podraz (The Sting) z roku 1973.
- Na prvním Dannyho seznámení s partou v 1. dílu Mickey poznamená: „Taky jsi viděl určitě film Podraz (The Sting)“. O něco později, kdy se Danny připletl do podfuku, Mickey představil Dannyho jako pana Redforda.

## Vydání na DVD
Celý seriál byl vydán na DVD. Ve Velké Británii obsahují disky hodinové díly známé z BBC, vydání mimo Spojené království obsahují sestříhanou 52minutovou verzi seriálu, tak jak se vysílala v televizích daných zemí. V Česku seriál na DVD zatím nevyšel.